# Gerald Whitham
Gerald Beresford Whitham (Halifax (West Yorkshire), 13 de dezembro de 1927 — 26 de janeiro de 2014) foi um matemático estadunidense.
Foi professor da cátedra Charles Lee Powell de Matemática Aplicada e Computaticional do Instituto de Tecnologia da Califórnia.

## Obras
- G. B. Whitham, Linear and Nonlinear Waves, John Wiley & Sons (1974).